# WAS-2105
Der ВАЗ-2105, deutsche Transkription WAS-2105, international gebräuchliche Transkription VAZ-2105, ist eine von AwtoWAS in Toljatti gebaute Limousine aus der Schiguli-Reihe. Er ist eine Weiterentwicklung des WAS-21011 und geht wie jener auf den Fiat 124 zurück. Zwischen 1980 und 2012 entstanden rund 2.087.000 Exemplare. Auf Basis des WAS-2105 entstanden später die Kombi-Variante WAS-2104 sowie die besser ausgestattete Limousine WAS-2107. Im Export (auch in der DDR) wurde der Wagen unter dem Markennamen Lada mit regional unterschiedlichen Zusätzen vermarktet.

## Baumuster
Der WAS-2105 wurde in verschiedenen Baumustern gebaut, in russischer Sprache genannt Модификации, „Modifikationen“:
- WAS-2105: Basisversion, 1,3-Liter-Motor WAS-2105, Vierganggetriebe
- WAS-21050: 1,3-Liter-Motor WAS-2105, Fünfganggetriebe
- WAS-21051: 1,2-Liter-Motor WAS-2101, Vierganggetriebe
- WAS-21053: 1,45-Liter-Motor WAS-2103, Fünfganggetriebe
- WAS-21053-20: 1,45-Liter-Motor WAS-2104, Fünfganggetriebe
- WAS-21054: Behördenversion, 1,57-Liter-Motor WAS-2106, Vierganggetriebe
- WAS-21054–30: 1,57-Liter-Motor WAS-21067 mit Saugrohreinspritzung, Fünfganggetriebe
- WAS-21055: Taxiversion, 1,52-Liter-Dieselmotor BTM-341, Vierganggetriebe (nur Prototypen)
- WAS-21056: Exportversion des WAS-2105 als Rechtslenker
- WAS-21057: Exportversion des WAS-21053 als Rechtslenker
- WAS-21058: Exportversion des WAS-21050 als Rechtslenker
- WAS-21059: Behördenversion, 1,3-Liter-Wankelmotor

Quelle

## Beschreibung

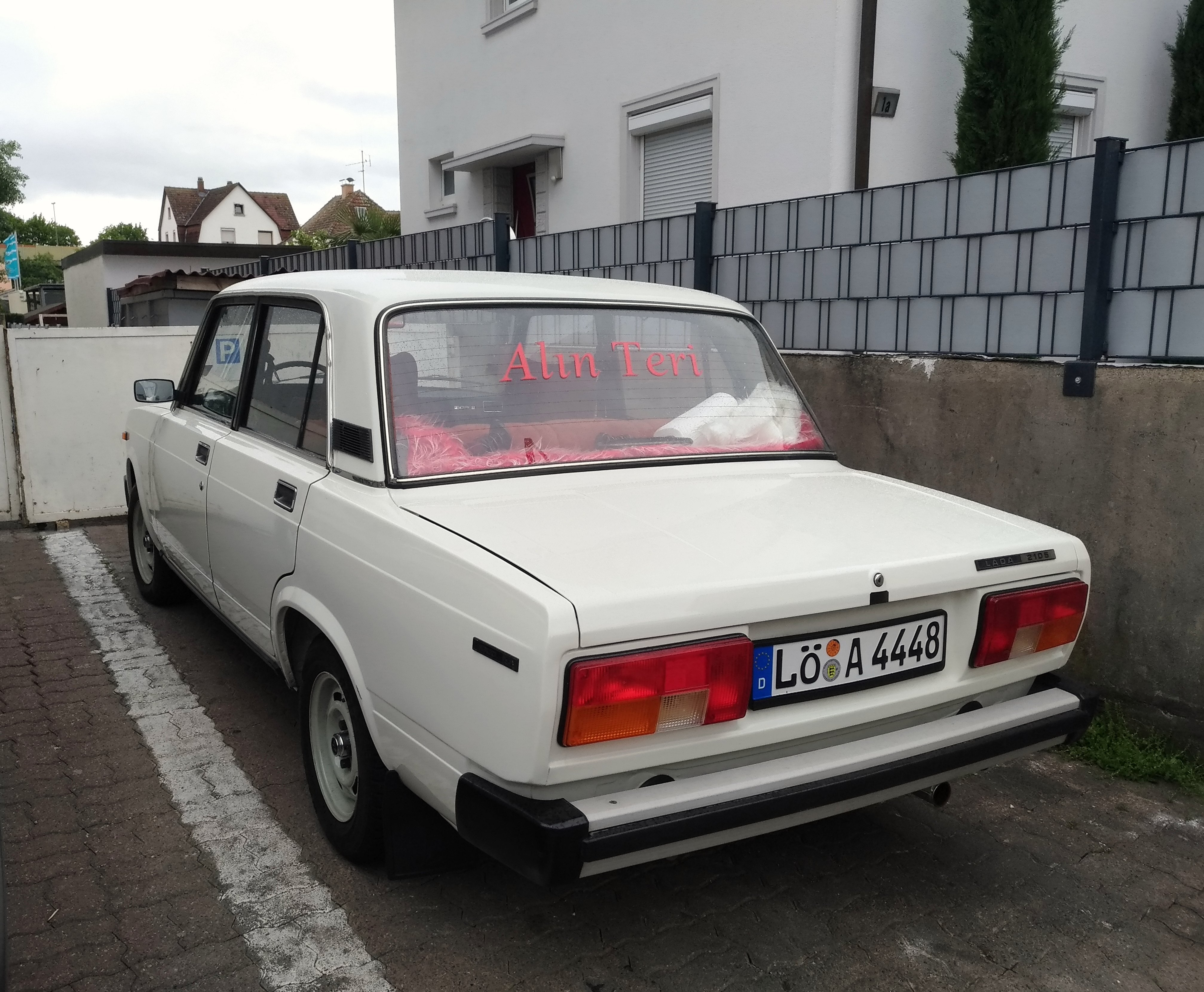
Heckansicht

Der WAS-2105 ist eine viertürige Stufenhecklimousine mit selbsttragender Karosserie, längs eingebautem Frontmotor und Hinterradantrieb. Er war das erste Modell der überarbeiteten Lada-Baureihe, die später um die WAS-2107- und WAS-2104-Modelle ergänzt wurde. Sie stellten die letzte Entwicklungsstufe des ursprünglichen Fiat-124-Grundmusters mit Hinterradantrieb dar. Die wesentlichen Neuerungen bestanden in einem Zahnriemen anstatt der Steuerkette und einer neu gestalteten Inneneinrichtung, hinzu kamen behutsame Retuschen an der Karosserie. Obwohl die Produktion 1980 angelaufen war, berichtete die sowjetische Zeitschrift Sa rulem erst im Juni 1980 ausführlicher über den WAS-2105. Das im Herbst 1980 erwartete Messe-Debüt in Leipzig trat nicht ein, mit der Begründung, dass sich die Produktion noch in der Anlaufphase befände. Erst auf der Herbstmesse 1981 war der WAS-2105 dann zu sehen. Es ist daher davon auszugehen, dass größere Stückzahlen des WAS-2105 erst ab 1981 produziert wurden.

### Fahrwerk
Die Vorderräder sind einzeln an ungleich langen Dreiecksquerlenkern mit Schraubenfedern und Teleskopstoßdämpfern aufgehängt. Es gibt weiters einen Querstabilisator. Die schraubengefederte Hinterachse ist starr, sie wird mit vier Längslenkern und in seitlicher Richtung von einem Panhardstab geführt. Auch hier sind hydraulische Teleskopstoßdämpfer eingebaut. Der WAS-2105 hat Felgen der Größe 5,0 J × 13 in mit Reifen der Größe 165 SR 13. Die Bremsanlage ist eine hydraulische Zweikreisbremsanlage mit 253-mm-Scheiben vorne und Trommeln hinten. Die Handbremse wirkt mechanisch auf die Hinterräder. Die Lenkung ist eine Schnecken-Rollen-Lenkung.

### Motor und Antriebsstrang
Die Basisversion hat einen speziell für den WAS-2105 entwickelten 1,3-Liter-Ottomotor mit zahnriemengetriebener obenliegender Nockenwelle; diese Version wird nachfolgend im Detail beschrieben. Ab Werk waren auch die Motoren aus anderen Schigulis, ein Dieselmotor und für Behördenfahrzeuge ein Wankelmotor verfügbar.
Der Motor ist ein wassergekühlter und freisaugender Vierzylinderreihenmotor mit Nasssumpfschmierung, Graugussmotorblock, Gegenstromzylinderkopf. Zylinderkopf und Zylinderkopfhaube bestehen aus Aluminiumdruckguss. Die obenliegende Nockenwelle wird über einen Zahnriemen angetrieben. Sie betätigt über Schlepphebel die hängenden Ventile, je Zylinder ein Einlassventil und ein Auslassventil. Das Kraftstoffluftgemisch wird mit einem Fallstromregistervergaser Typ Weber 32 DCR gebildet. Die Zündanlage arbeitet mit einem klassischen Unterbrecherkontakt. Der Motor leistet 48 kW (gemessen nach GOST-Standard) beziehungsweise 44 kW (gemessen nach DIN-Standard). Vom Motor wird das Drehmoment über eine Einscheibentrockenkupplung, ein Vierganggetriebe und eine Kardanwelle auf die Hinterräder übertragen.

## Technische Daten
| Kenngrößen                    | ВАЗ-2105 | ВАЗ-21051 |
| ----------------------------- | --- | --- |
| Baujahr                       | 1980 | 1984 |
| Masse, Fahrbereit             | 995 kg | 995 kg |
| Maximal zulässige Gesamtmasse | 1395 kg | 1395 kg |
| Länge                         | 4128 mm | 4128 mm |
| Breite                        | 1620 mm | 1620 mm |
| Höhe                          | 1446 mm | 1446 mm |
| Radstand                      | 2424 mm | 2424 mm |
| Wendekreisdurchmesser         | 11.200 mm | 11.200 mm |
| Motorbaumuster                | ВАЗ-2105 | ВАЗ-2101 |
| Motorbauart                   | Reihenvierzylinderottomotor, Viertakt, freisaugend, flüssigkeitsgekühlt, Gegenstromzylinderkopf, längs über der Vorderachse eingebaut | Reihenvierzylinderottomotor, Viertakt, freisaugend, flüssigkeitsgekühlt, Gegenstromzylinderkopf, längs über der Vorderachse eingebaut |
| Ventilsteuerung               | SOHC-Ventilsteuerung mit Zahnriemenantrieb, Ventilbetätigung über Schlepphebel                                                        | SOHC-Ventilsteuerung mit Steuerkettenantrieb, Ventilbetätigung über Stößel und Kipphebel                                              |
| Gemischaufbereitung           | 1 × Fallstromsregistervergaser Weber 32 DCR                                                                                           | 1 × Fallstromsregistervergaser Weber 32 DCR                                                                                           |
| Hubraum                       | 1294 cm3 | 1198 cm3 |
| Nennleistung                  | 48 kW (65 PS) bei 5600 min−1 (DIN 70020)                                                                                              | 44 kW (60 PS) bei 5600 min−1 (GOST-14846-81)                                                                                          |
| Max. Drehmoment               | 96 N·m (9,8 kp·m) bei 3400 min−1 (DIN 70020)                                                                                          | 87 N·m bei 3500 min−1 (GOST-14846-81)                                                                                                 |
| Höchstgeschwindigkeit         | 145 km/h | 140 km/h |
| Beschleunigung, 0–100 km/h    | 18 s | |
| Kraftstoffverbrauch           | 8,8 l/100 km | 8,5 l/100 km |
| Kraftstoffbehältervolumen     | 39 l | 39 l |
| Quelle                        | [ 7 ] | [ 8 ] |